# Рудна-Велика (Нижньосілезьке воєводство)
Рудна-Велика (пол. Rudna Wielka) — село в Польщі, у гміні Вонсош Ґуровського повіту Нижньосілезького воєводства.
Населення — 153 особи (2011).
У 1975-1998 роках село належало до Лешненського воєводства.

## Демографія
Демографічна структура станом на 31 березня 2011 року:
|          | Загалом | Допрацездатний вік | Працездатний вік | Постпрацездатний вік |
| -------- | ------- | ------------------ | ---------------- | -------------------- |
| Чоловіки | 73      | 13                 | 57               | 3                    |
| Жінки    | 80      | 16                 | 43               | 21                   |
| Разом    | 153     | 29                 | 100              | 24                   |